# Brezovica pri Predgradu
Brezovica pri Predgradu este o localitate din comuna Kočevje, Slovenia, cu o populație de 51 de locuitori.